# 成田記念病院
成田記念病院（なりたきねんびょういん）は、愛知県豊橋市羽根井本町にある民間病院。社会医療法人明陽会が運営する。

## 概要
2012年（平成24年）9月1日より、旧病院（白河町）から約300m程離れた、現在の場所（羽根井本町）に移転。
2017年（平成29年）度には、旧病院跡地（白河町）に放射線治療の一つでもある粒子線（陽子線治療）を用いた成田記念陽子線センターを開設。

## 理念
「人のやさしさと温かさを根源にした先進の医療を目指して」

## 基本方針
1. 医療法の理念に基づき患者の権利を尊重してインフォームド・コンセント（説明に基づく選択と同意）を実践する。
2. 医療の質の向上を図り、人々から信頼される地域の中核病院を目指す。
3. 地域に必要な総合的医療を提供し他の医療機関、福祉機関、教育事業と連携して住民の健康保持と保健衛生・公衆衛生の向上を推進する。
4. 新しい知識、技術を修得して研鑽を積み重ねると伴に、高度な設備機器の充実を図り、高度先進医療を地域に提供する。

## 病床数
一般病床284床

## 診療科
- 内科
- 消化器内科
- 循環器内科
- 呼吸器内科
- 神経内科
- 老年内科
- 腎臓内科
- 人工透析内科
- リウマチ科
- 外科
- 整形外科
- 乳腺外科
- 肛門外科
- 心臓血管外科
- リハビリテーション科
- 脳神経外科
- 形成外科
- 美容外科
- 皮膚科
- 泌尿器科
- 腎臓移植外科
- 婦人科
- 放射線科
- 耳鼻咽喉科
- 眼科
- 麻酔科
- ペインクリニック内科
- 精神科
- 歯科口腔外科

## 診療協働部門
- 看護部
- 手術部
- 薬剤部
- 臨床検査部
- 放射線部
- 理学療法部
- 作業療法部
- 栄養管理部
- 医療情報管理部
- 医療秘書部
- 安全管理部
- 健診部
- 地域医療連携部
- 総務部
- 病歴部

## 付帯施設
- 明陽クリニック（血液透析センター）
- 第二成田記念病院
- 老人保険施設　明陽苑
- 東三河看護専門学校
- 健康管理センター
- 明陽苑ケアセンター
- 訪問看護ステーション明陽苑
- 訪問介護ステーション明陽苑
- 明陽会管理本部

## 医療機関の指定等
- 臨床研修指定病院
- 救急指定病院
- 労災保険指定病院
- 労災保険二次健診等給付医療機関
- 指定医療（指定難病）指定医療機関
- 生活保護法に基づく指定医療機関
- 指定自立支援医療機関

## 交通アクセス
- JR東海道本線・飯田線・名鉄名古屋本線 豊橋駅西口（新幹線口）より徒歩で10分程度。
- 豊鉄バス 牟呂線（築地橋経由・往完町経由）・神野ふ頭線「成田記念病院」バス停下車。